# قیاسیه
قیاسیه، روستایی از توابع بخش مرکزی شهرستان سلطانیه در استان زنجان ایران است. این روستا در دهستان سنبل آباد قرار دارد. ارتفاع روستای قیاسیه حدود ۱۸۸۳ متر است.

## جمعیت
این روستا در دهستان سنبل‌آباد قرار دارد و براساس سرشماری مرکز آمار ایران در سال ۱۳۸۵، جمعیت آن ۲۷۳ نفر (۶۹خانوار) بوده‌است.